# Apertura thoracis superior

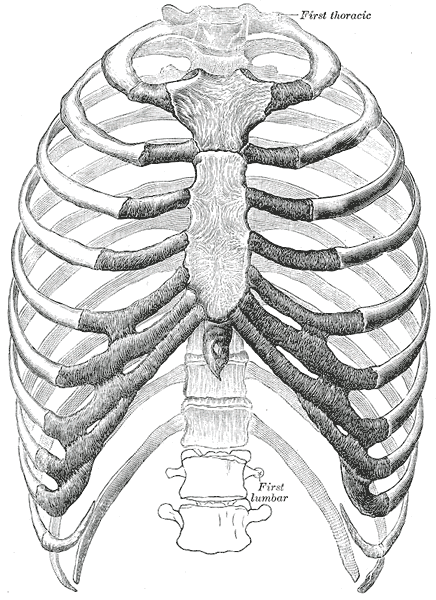
Thorax sett framifrån, Apertura thoracis superior ses som den övre öppningen.

Apertura thoracis superior är thorax övre (superiora) öppning upp mot halsen. Öppningen avgränsad bakåt (dorsalt) av bröstryggens första ryggkota (T1), på sidorna (bilateralt) av det första revbenet och på framsidan (ventralt) av manubrium sterni.
Öppning mäter på en vuxen människa cirka 7 cm från främre till bakre gräns (anteroposteriort) och 13 cm från sida till sida (transversalt). 